# Alueza
Alueza (en aragonés A Lueza) es una localidad española dentro del municipio de La Fueva, en el Sobrarbe, provincia de Huesca, Aragón.

## Etimología
Según Manuel Benito Moliner, el topónimo a Lueza contienen la palabra lueza, la cual derivaría de la palabra latina <*LOSA por encontrarse en un altiplano, al igual que los demás lugares aragoneses de nombres similares. Este término era una palabra exclusiva del latín oral en Hispania, proveniente posiblemente de alguna lengua céltica hablada por los nativos.

## Geografía
Alueza se encuentra en un altiplano en la parte baja del solano que señorea Rañín, dentro de la subcomarca natural de La Fueva, rodeada completamente por fincas agrícolas que han sido la base económica tradicional de la localidad, y comunicado por un pequeño camino de unos cien metros con la pista asfaltada que al bajar por Humo de Rañín comunica Rañín con la carretera local HU-V-6442 cerca de Charo.
Se encuentra junto al cerro de Charo y el barranco de la Usía, aproximadamente a 1 km de Charo. Por debajo de Alueza, el solano de Rañín empieza a perder altitud progresivamente hasta Tierrantona, ya en la hondonada y a unos 2,5 km por carretera.

## Historia
Formó parte del municipio de Charo desde 1834 hasta su absorción en el municipio de Muro de Roda en el periodo intercensal 1842-1857. Fue la única población en la margen oriental del barranco de la Usía tanto en el primer como en el segundo municipio. Desde la década de 1960 se encuentra dentro de La Fueva.

## Urbanismo
Las casas de Alueza se estructuran alrededor de una sola calle, siendo la primera construcción en presentarse una antigua torre defensiva en la entrada de la aldea. Una de las tres casas es Casa Lueza, un edificio fortificado románico.

## Demografía
| Gráfica de evolución demográfica de Alueza entre 2000 y 2012 |
|                                                              |

## Festividades
- 1 de mayo: fiesta menor,[4] en honor a San Salvador, que se celebra junto con los vecinos de Charo y de El Pocino.
- 11 de noviembre: fiesta mayor, en honor a San Martín.[4]